# Mite de l'amor romàntic

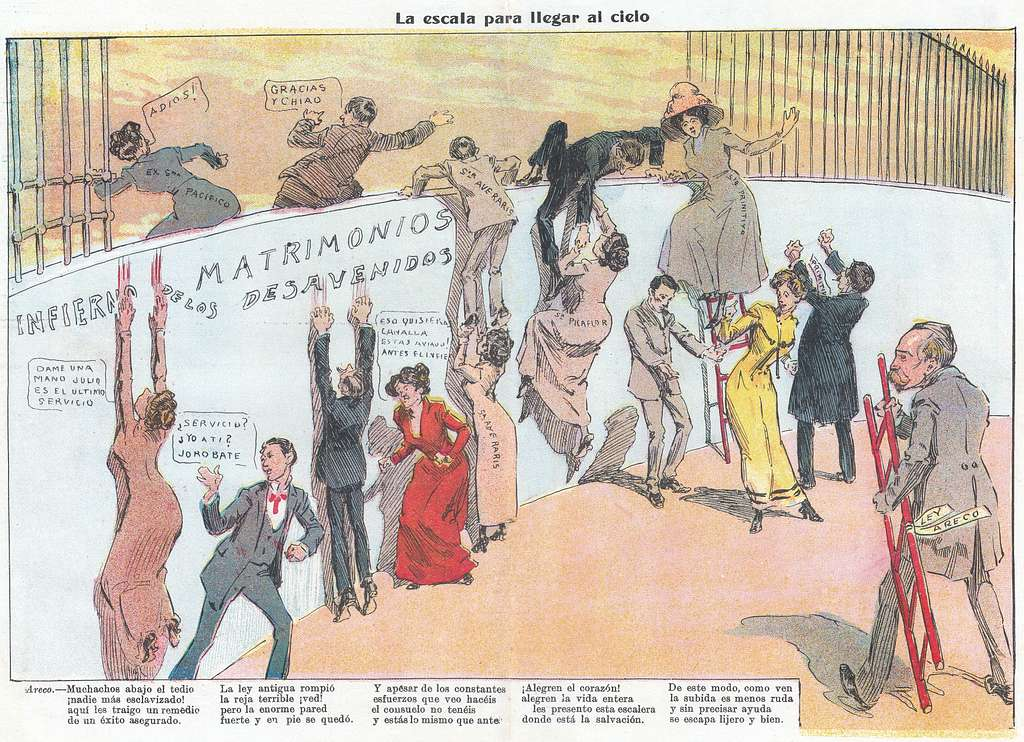
Caricatura sobre la llei del divorci per la sola voluntat de la dona dels polítics uruguaians Ricardo Areco y Domingo Arena (1912).

Els mites de l’amor romàntic són un conjunt de creences, conscients o inconscients, sobre l'amor que sorgeixen i es mantenen en la societat, s'accepten com a veritables i en ser simplificades produeixen una distorsió de la realitat i influeix en els nostres comportaments. A més, generen expectatives errònies i tendeixen a provocar patiment emocional.
Aquestes creences sobre com hauria de ser l'amor ens porten a mantenir relacions poc sanes i ens oblidem de la nostra autocura per anteposar sempre la relació o a l'altra persona.

## Història de l'amor romàntic
L'amor romàntic no ha estat sempre el model prevalent en la nostra societat. L'amor a Occident, com a construcció social que és, ha anat transformant-se al llarg dels segles i el seu significat ha estat diferent en funció del moment històric concret; de fet, no és fins al segle XVIII quan apareix el que denominem amor romàntic, per a establir el vincle amor-matrimoni-sexualitat que caracteritza a aquest model.
Anteriorment, no hi havia un nexe entre aquests conceptes, perquè el motiu principal per al matrimoni era l'interès. Així, trobem que en l'antiga Grècia l'amor, manifestat en relacions afectives heterosexuals i sobretot homosexuals, estava associat amb la sexualitat i no amb el matrimoni, en el qual s'esperava la fidelitat per part de les dones, de manera que el plaer era exclòs del matrimoni en el qual el sexe quedava reservat a la procreació. De la mateixa forma, en l'Imperi Romà, el plaer eròtic es limitava a conquestes ocasionals de forma aïllada al matrimoni, i, encara en l'Alta Edat mitjana, aquestes tres entitats (amor, sexualitat i matrimoni) eren enteses com a independents i, per tant, les relacions en què aquestes es cobrien eren diferents. En el segle XII apareixen els primers indicis del que avui dia coneixem com a amor romàntic a través de l'amor cortès, que té els seus inicis en els cants dels trobadors als seus amors en la cort provençal. Aquest tipus d'amor comença a presentar idees que han perviscut fins a l'actualitat, com el plantejament d'amor com a renúncia, causant de dolor, inseparable de la gelosia, egoista, individual i possessiu. No obstant això, els tres conceptes continuaven estant desvinculats, perquè l'amor encara era viscut fora del matrimoni, que en aquesta època s'establia únicament per raons econòmiques, i solia tractar-se d'un amor platònic i inassolible, de manera que no estava necessàriament associat al sexe.
És a la fi del segle XVIII i començaments del segle XIX quan les entitats amor, sexualitat i matrimoni s'entrellacen i la seva unió es consolida en el segle XX gràcies a la “revolució sentimental”, de manera que el matrimoni comença a basar-se en l'afinitat. En aquest moment, en el món occidental, la unió matrimonial es torna una elecció lliure enfront dels matrimonis concertats que es donaven fins llavors i s'estableix que la sexualitat i l'amor han de satisfer-se en una mateixa relació afectiva, que en la major part dels casos pren la forma de matrimoni Quan això ocorre, l'amor romàntic es constitueix com la base de la família, ja que la fi última del matrimoni era des de l'època romana el de formar una llar, i al seu torn la sexualitat es presenta com a necessària per a aquest fi.
D'aquesta manera, l'amor romàntic passa a ser el model normatiu i així ha arribat fins als nostres dies, si bé és cert que hi ha hagut moments en els quals s'han presentat alternatives. Una de les més representatives és el moviment hippie dels anys 60, que va advocar per l'amor lliure i la revolució sexual. Així mateix, degut en gran part a l'emancipació sexual femenina, l'amor romàntic clàssic va donar pas al “amor confluent”, amb el qual descriu relacions més igualitàries entre homes i dones, no necessàriament monògames, la reflexió dels membres de la parella en cada “pas” i l'extensió de l'amor homosexual, per la qual cosa aquest tipus d'amor s'acosta més al prototip de relació “pura” (amb el que es refereix a les relacions establertes per iniciativa pròpia). No obstant això, aquesta descripció formulada per Giddens al 1992 és certament utòpica ja que estudis posteriors demostren la pervivència de l'amor romàntic.
De totes maneres, malgrat la seva pervivència fins a l'actualitat, l'amor romàntic s'ha vist influït en certa manera, per la liquiditat, característica de la postmodernitat: els llaços relacionals que es formen són febles pel temor dels individus al fet que aquests limitin la seva llibertat, tanmateix, al mateix temps, estan desesperats per relacionar-se, la qual cosa suposa que es trobin relacions “llibertàries, superficials i hedòniques”, en les quals preval la racionalitat enfront de l'emocionalitat que caracteritza a l'amor romàntic. Alguna autoria ha trobat que aquesta liquiditat amorosa és rebutjada socialment, precisament perquè fa perillar el predomini de l'amor romàntic, i que, a més, no supera una de les grans xacres d'aquest com és la subordinació de les dones en ser tractades com a objectes sexuals.
Finalment, cal destacar novament que, malgrat haver arribat fins als nostres dies, aquest model ha estat molt criticat des de finals dels 60 pel moviment feminista i bona part de les institucions acadèmiques.

## Crítiques a l'amor romàntic
En el segle XXI ja res és central, estable ni durador. L'amor es distribueix cada vegada més entre la parella, els companys, les famílies, les amigues, la professió i les aficions, al sexe o a les espècies companyes. El present és essencialment horitzontal i poliamorós.
S'obre pas la consciència que és important conrear les relacions personals i les amistats, atresorar xarxes d'afectes que vagin més enllà de les familiars, recordar que l'amor és un espectre ampli, no una opció única i excloent que pot conduir a la toxicitat i la violència.
S'està passant de la cerca de l'amor arrabassat, bidireccional i intens a la reivindicació d'un amor de baixa intensitat, múltiple, en xarxa. No es tracta tant del final de l'amor com de la seva metamorfosi i expansió. Està acompanyat per una sensació de duel: perquè s'han perdut moltes estructures que donaven seguretat i s'està perdent un mite que li dona un sentit —parcial però poderós— a les vides de moltes persones.
Intrínsecament, són nombroses les conseqüències negatives que s'atribueixen a l'amor romàntic.
Moltes anàlisis assenyalen que l'amor romàntic, promogut i sustentat per la socialització de gènere, és una construcció social forjada des d'una visió patriarcal de les relacions basada en la desigualtat de gènere, la discriminació i la submissió de les dones i l'heterosexualitat com a norma en el vincle afectiu-sexual, entre d'altres. Cal destacar el concepte d'“heterosexualitat obligada (o normativa)”, que s'instaura en l'imaginari col·lectiu (principalment femení) amb l'objectiu de perpetuar la institució familiar que té com a última fi la funció reproductiva necessària per al sistema patriarcal i capitalista.
Aquesta desigualtat en la socialització, juntament amb els mites de l'amor romàntic, suposa que l'amor romàntic hagi estat estudiat com un factor de risc per a la presència de violència en la parella, sent aquesta la crítica més repetida a aquest model. D'aquesta manera, s'ha de posat de manifest com el repertori associat a l'amor romàntic produeix unes condicions afavoridores de l'aparició i perpetuació de la violència masclista. Aquest risc ha estat constatat per estudis com el de Papp, Liss, Erchull, Godfrey i Waaland- Kreutzer (2017), que, a través de l'anàlisi estadística de diverses escales administrades a una mostra de 275 dones heterosexuals, han revelat una relació indirecta entre la creença en mites de l'amor romàntic i experiències de violència en la parella, recolzada per la consideració de conductes de control com a romàntiques. Així mateix s'han associat els discursos entorn de l'amor romàntic entre les dones amb el manteniment d'una relació de maltractament. A més, amb l'arribada de les noves tecnologies, s'ha estudiat també l'associació entre la creença en aquests mites i l'abús en línia durant el festeig, trobant una relació significativa entre tots dos fenòmens.
El motiu aparent pel qual aquests dos fenòmens estan vinculats és que l'amor romàntic aprova i potència les relacions afectives amb presència de comportaments controladors i gelosia i afavoreix que en moltes ocasions els actes d'aquest tipus, relacionats amb la violència en la parella, s'interpretin com a mostres d'amor.
"L'amor ha estat l'opi de les dones, com la religió el de les masses. Mentre nosaltres estimàvem, els homes governaven. Tal vegada no es tracta que l'amor en si sigui dolent, sinó de la manera en què es va emprar per a entabanar a la dona i fer-la dependent, en tots els sentits. Entre éssers lliures és una altra cosa". Kate Millet
A la vista de l'exposat, s'observa que la crítica al model d'amor romàntic occidental per part de l'àmbit acadèmic i feminista és abundant i creixent. No obstant això, no ocorre així en altres sectors de la societat. En aquest sentit, cal destacar el paper que els mitjans de comunicació tenen en l'extensió d'aquest model en la nostra societat. A més, la producció i la creació cultural sovint està al servei d’aquest sistema social patriarcal, reproduint-lo i perpetuant-lo en forma de novel·les, contes, pel·lícules, documentals, obres de teatre, cançons, a través dels quals se’ns diu que la forma d’amor més sublim, poderosa i privilegiada és la parella d’un home i una dona (heterosexualitat normativa), amb descendència (sexualitat obligatòria orientada a la reproducció), en la qual la dona anteposa la canalla i la vida privada i l’home la vida pública, actuant com a principal proveïdor de la família (divisió sexual del treball). Aquesta parella està tan compenetrada que no existeix ningú més (relació romantitzada) i tot signe d’atenció, pensament, desig cap a altres persones es viu amb culpabilitat, i tot acte carnal fora d’aquesta relació és fortament criticat (monogàmia obligatòria). Són representatives d'aquest fenomen pel·lícules tremendament taquilleres com Cinquanta ombres de Grey o la saga Crepuscle, que reprodueixen les relacions amoroses (gairebé sempre heterosexuals, per cert) juntament amb violència, principalment a través de gelosia i control, dotant a aquests comportaments nocius d'una visió romàntica.

## Creences que sustenten el mite de l'amor romàntic
Per a entendre l'amor romàntic, s'han d'entendre el mite sota els quals va ser plantejat i definit. Inicialment, els mites neixen per a donar raó de ser a les coses, als successos, a l'origen de tot el que som, fem i veiem. Aquests existeixen des d'èpoques primitives i són de tradició oral, la qual cosa ha fet que hi hagi versions significativament diferents d'un mateix mite, doncs en ser passades de generació en generació hi ha variacions en la història explicada.
Els mites són necessaris per a donar-li una raó de ser a l'ésser humà, perquè és un ésser a la recerca de sentit i necessita una explicació per a entendre el perquè de la creació de l'univers, de fenòmens com la pluja, els desastres naturals, etc. I encara que la ciència ha permès l'explicació real amb fets d'aquesta mena d'incògnites, hi ha mites tan arrelats en la nostra cultura que es passa per alt els fets científics i es prefereix creure el que s'ha escoltat des de la infantesa.

### GRUP 1 d'idees d'AMOR ROMÀNTIC: «L'amor tot ho pot»

#### Fal·làciadel canvi per amor
Creure que les persones canvien per amor a partir de la premissa errònia que «l'amor ho pot tot». Aquesta creença errònia pot portar a acceptar i tolerar comportaments de la parella clarament ofensius des del convenciment que els canviarà perquè "t'estima".

#### L'omnipotènciade l'amor
Donar per descomptat que és suficient amb l'amor per a superar tots els obstacles que sorgeixin en una relació. La seva acceptació pot generar dificultats en utilitzar-se com una excusa per a no modificar determinats comportaments o actituds o mal interpretar conflictes de parella.

#### Normalitzaciódel conflicte
Tot el que succeeix en les primeres fases de la relació (tingui la gravetat que tingui i mes allà dels normals moments de desacord, acostament de postures i concessions), és propi sempre del procés d'adaptació i forma part del rodatge normal.

#### Els pols oposats s'atreuen i entenen millor
Relacionada amb la normalització del conflicte es troba aquesta creença popular. Tanmateix, la realitat sembla demostrar que quantes més coses es tenen en comú, millor s'entenen les parelles.

#### La compatibilitat de l'amor i el maltractament
Considerar que estimar és compatible amb danyar o agredir.

#### L'amor «veritable» perdona/aguanta tot
En freqüentíssimes ocasions dona peu a la utilització d'arguments basats en el xantatge amb el qual manipular la voluntat de la parella (víctima) imposant-li sense cap consideració els criteris propis: "si no em perdones, és que no m'estimes de veritat".

### GRUP 2 de mites d'AMOR ROMÀNTIC: «L'amor veritablepredestinat»

#### La "mitja taronja"
Es tria a la parella que d'alguna manera és té predestinada i que, en el fons, és l'única elecció possible. Sorgeix a la Grècia Clàssica amb el relat d'Aristòfanes sobre les ànimes bessones i es va intensificant amb els atributs de l'amor cortès i el romanticisme.

#### La "necessària" complementarietat
Està íntimament relacionat amb l'anterior i entès com la necessitat de l'amor de parella per a sentir-se complet/a en la vida.

#### Raonament emocional que justifica ladistorsió cognitivasegons la qual una persona està enamorada d'una altra
Perquè ha estat activada per aquesta persona una "química especial" que produeix tal «enamorament» i està dirigida cap a ella en concret, fent-la "l'ànima bessona".

#### Només hi ha un amor "veritable" en la vida
Creure que "només s'estima de veritat una sola vegada" i, si es deixa passar mai més es tornarà a trobar.

#### Laperdurabilitato la passió eterna
Defensa que l'amor romàntic i passional dels primers mesos d'una relació pot i ha de perdurar després d'anys de convivència; i el sentiment d'amor i l'enamorament passional són "equivalents".

### GRUP 3 de mites d'AMOR ROMÀNTIC: "L'amor és el més important i requereix un lliurament total"

#### Fal·làcia de l'aparellamenti conversió de l'amor de parella en el centre i la referència de l'existència personal
Relegant tota la resta en la vida i entenent que només es pot ser feliç en la vida si es té parella.

#### Atribució de la capacitat de donar la felicitat a l'altre/a
La capacitat de donar felicitat se li atribueix per complet a la parella.

#### Fal·làcia del lliurament total
"Fusió amb l'altre", oblit de la pròpia vida, dependència de l'altra persona i adaptació a ella, postergant i sacrificant el que és propi de cada persona sense esperar reciprocitat ni gratitud.

#### Entendre l'amor com adespersonalització
Entendre que l'amor és un procés de despersonalització que implica sacrificar el jo per a identificar-se amb l'altre/a, oblidant la pròpia identitat i vida.

#### Si s'estima ha de renunciar-se a la intimitat
No poden existir secrets i la parella ha de saber tot sobre l'altra part.

### GRUP 4 de mites d'AMOR ROMÀNTIC: "L'amor és possessió iexclusivitat"

#### El matrimoni
L'amor romàntic i passional ha de conduir a la unió estable. Idea de finals del Segle XIX i principis del XX que uneix per primera vegada els conceptes d'amor romàntic, matrimoni i sexualitat, deixant de ser matrimoni concertat per a ser per amor.

#### La gelosia o creença que la gelosia és una mostra d'amor
Fins i tot és el requisit indispensable d'un veritable amor. Estretament lligada a la concepció de l'amor com a possessió i desequilibri de poder en les relacions de parella.

#### Fidelitat i exclusivitat
Amb diferents judicis per a homes i dones.

## El mite de l'amor romàntic generador de violència
A la nostra societat l'amor (i, específicament, l'amor romàntic) s'ha convertit en la base d'una de les institucions socials bàsiques com és la família. I aquest amor romàntic ofereix a les persones un model de conducta que quan falla (i això sol ocórrer sempre o gairebé sempre) produeix frustració i desengany i és un dels factors que contribueixen a afavorir i mantenir la violència contra les dones en la parella.
La violència de gènere està intrínsecament lligada al nostre imaginari social sobre l'amor, els models amorosos i els models d'atractiu, a com la persona es socialitza i es socialitza contínuament en ells.
De fet, com ja va assenyalar l'informe anual 2018 de l'Oficina del Defensor del Poble, cal ressaltar, entre els factors de vulnerabilitat de la violència contra les dones en la parella, el concepte d'amor romàntic, amb la seva càrrega d'altruisme, sacrifici, abnegació i lliurament que encara se'ls inculca a algunes dones. Aquesta manera d'estimar pot generar angoixa i sotmetiment total i absolut a la parella.
I això és així perquè els qui assumeixen aquest model d'amor romàntic i els mites que d'ell es deriven (cosa que ocorre particularment entre les dones) tenen més probabilitats de ser víctimes de violència i de permetre-la ja que consideren que l'amor (i la relació de parella) és el que dona sentit a les seves vides i que trencar la parella i renunciar a l'amor és el fracàs absolut de la seva vida (i no la promesa d'una vida millor). A més, com l'amor tot ho pot, han de ser capaços d'aplanar qualsevol dificultat que sorgeixi en la relació i/o de canviar a la seva parella (fins i tot encara que sigui un maltractador irredempt) el que les porta a perseverar en aquesta relació violenta. Així, la violència i l'amor són compatibles (o, fins i tot que uns certs comportaments violents són una prova d'amor) el que és emprat per víctimes i agressors per a justificar la gelosia, l'afany de possessió i/o els comportaments de control exercits pel seu maltractador com una mostra d'amor, arribant, fins i tot a suggerir-se que l'amor sense gelosia no és amor, i traslladant la responsabilitat del maltractament a la víctima per no ajustar-se a aquests requeriments.
En definitiva, el model de família basat en models patriarcals de relació (exercici del poder de l'home principal sobre les dones i els menors) pot propiciar en les dones la sobrevaloració del matrimoni i de la realització personal a través de l'afecte i, en els homes, el desviament de l'agressivitat de l'esfera pública a la privada. Això facilitaria tant en els homes com en les dones l'aprenentatge de models violents de relació (exercits per ells i patits per elles) i relacions asimètriques de dominació i presa de decisions que incrementarien el grau de violència cap a les dones.

## Alternatives a l'amor romàntic
Fer d'allò personal una subversió política col·lectiva, posar la vida en el centre o parlar del cos com a territori de batalla no són lemes buits. Obren línies de conflicte concretes que transformen les condicions d'existència materials i, fins i tot, la pròpia possibilitat de desenvolupar projectes de vida més dignes, més alegres, més compositius que els que promou l'amor romàntic.
Els amors que trenquen amb l'ordre monògam heterosexual també dibuixen desafiaments anticapitalistes, resistències a processos de precarització, nous paradigmes de redistribució: de la riquesa, del poder, de les cures. Pensar i practicar l'amor com un motor d'aliances polítiques, com una manera de deixar-se afectar per la vida dels altres, com una aposta per tramar elements comuns que permetin superar la desvalguda suma d'individualitats a la qual el neoliberalisme pretén abocar-nos.
Se'n parla d'una nova ètica de l'amor:
- que ens ensenyi a acceptar la diferència, el respecte feia un mateix i cap a l'altre,

- que ensenyi que l'amor, com qualsevol altre sentiment, està subjecte a un procés de desenvolupament i

- que el seu manteniment requerirà d'esforç i voluntat a fi de mantenir vius la il·lusió i el desig.

- Cultura de la diversitat familiar: educar en la idea d'un amor complex i divers (enfront de l'estereotip segons el qual una família de dos cònjuges en primeres núpcies facilita el millor entorn per a la felicitat conjugal i l'educació de criatures adaptables i saludables).

- Cultura de l'equitat: concepte ètic de justícia on les persones tinguin valor en si mateixes, més enllà del valor productiu, que trenqui amb la dicotomia proveïdor de béns/proveïdora d'afectes i cura.

- Cultura de l'equitat (2): programes educatius que proposin com a valors fonamentals que la masculinitat no és una essència, sinó una ideologia, una representació mental, que les primeres núpcies que una dona ha de contreure és amb ella mateixa.

- Transmetre la idea que la clau del benestar no es troba en l'estructura familiar, en el vincle, sinó en els processos relacionals i familiars: el caràcter i qualitat de les relacions matrimonials, les relacions entre pares i fills, el benestar dels fills i la individuació com a persona.

- La individuació, l'autorealització, la identitat de la parella i la identitat de la família han de ser processos conciliadors entre si que conformin una cultura democràtica per a la persona, la parella, la família i la societat, una cultura que “agafi i deixi anar” als seus membres, que socialitzi a persones en els principis de la igualtat i la llibertat.

- Programes d'educació sexual basats en la informació i en el foment d'una actitud positiva cap a la dimensió sexual, que ha de ser viscuda en els seus aspectes relacionals més amplis.

- Renunciar a una relació conjugal autosuficient: caldrà renunciar al poder, a la idea de parella com una cosa definitiva on reparar mancances primerenques. Caldrà renunciar a una sexualitat on les formes dominants estan normalitzades pel sexe, caldrà deixar pas als nous homes i dones que durant segles han estat constrets per una cultura de sexualitat reproductiva on la tendresa i l'afecte no troben el seu lloc.[16]

El benestar, la felicitat, o com que es vulgui anomenar, no està en la forma del vincle, no està en quin tipus de relació es tracti sinó en la qualitat dels processos de relació amb les altres persones en aquesta relació. Que sigui millor o pitjor una determinada forma de relació només dependrà de les qualitats d'aquesta relació.
I és per això que algunes autores parlen del concepte de l'amor company.
Els amors basats en la companyonia estan per tot arreu, es tracta també de l'amor de l'amistat i de les relacions familiars de cures. Fins i tot, es tracta de l'amor que se sent col·lectivament per les altres persones quan sortim a protestar pels nostres drets. Per tant, no és un amor que es redueix a la parella, com l'amor romàntic.
És una manera de d'estimar-se basada principalment en la solidaritat, l'empatia, el respecte, la tendresa i les cures. Aquest tipus d'amor pot sorgir de diferents formes, des de l'atracció sexual entre dues persones, fins l'amistat. Aquesta manera d'estimar no té a l'exclusivitat com una qüestió fonamental.
Per això parlem de l'amor company en plural: perquè és un amor que es multiplica i no es redueix a una sola persona. És un amor que dona per a repartir a mans plenes: és una energia social que compartim amb la gent amb la qual ens relacionem diàriament.
Estimar des de la companyonia és revolucionari. La companyonia és una filosofia de vida que pot ajudar-nos a construir un món més igualitari. Amb l'amor company es podria teixir xarxes d'afecte lliures d'explotació i de violència, xarxes de tendresa i suport que permetin construir un món més igualitari, més pacífic, més just i més bell per a totes les persones que habitem aquest petit planeta.
La companyonia és una manera de relacionar-se amb la gent de tu a tu, igualitàriament, sense jerarquies, sense dominació ni submissió, sense patiments, sense dependències. És una forma de relació basada en la confiança i la complicitat, que igual que es construeix amb els amics i les amigues, també es pot fer amb la parella.
Altres opcions que es posen a sobre de la taula són el poliamor i altres models relacionals.
A poc a poc s'està transformant l'escenari de les relacions afectives-sexuals. Cada dia són més els individus que busquen altres models relacionals, a més del que dicta la norma (generalment, la monogàmia en la majoria de les societats).
El poliamor és una alternativa dins del ventall de la no monogàmia consensuada o no monogàmia responsable. És decidir un projecte de relació diferent al mainstream que no sols qüestiona els paràmetres de les relacions, sinó que convida a sentir diferent. És una relació d'amor, compromís a llarg termini entre més de dues persones al mateix temps, on totes les persones involucrades tenen coneixement de totes les relacions i no ha de ser necessàriament sexual.
Els qui practiquen aquesta relació no monògama no tenen exclusivitat sexual ni afectiva solament entre dos individus, de manera que és fonamental, igual que en qualsevol tipus de relació, la comunicació entre tots els integrants de la mateixa per a establir determinades pautes que afavoreixin el benestar conjunt dels membres.
Entorn de les relacions no monògames han anat sorgint una gran quantitat de definicions que no acaben de distingir-se entre elles, que se solapen i barregen i solen confondre a les persones que comencen a endinsar-se en aquestes maneres de relacionar-se el que fa encara més complex el procés d'aprenentatge de les relacions no monògames. No obstant això, sí ha un acord en les dues subdivisions del poliamor, que són 1) poliamor jeràrquic, i 2) poliamor no jeràrquic. La principal diferència és que el poliamor jeràrquic prioritza una de les relacions sobre les altres, mentre que el poliamor no jeràrquic pretén que totes les relacions tinguin la mateixa importància, sense prioritzar cap per sobre d'una altra.
Igualment clara és la diferència entre el poliamor i les relacions obertes. Aquestes últimes es refereixen més a relacions purament sexuals que són generalment casuals, mentre que el poliamor es refereix a relacions afectives i/o sexuals més estables.
Junt al poliamor, una altra de les relacions no monògames més conegudes és l'anarquia relacional, la qual té, fins i tot, el seu propi manifest. Aquesta manera d'establir relacions es basa principalment en: 1) es pot estimar a moltes persones i cada relació és única i diferent; 2) l'amor i el respecte per sobre de tenir dret a; 3) establir uns valors bàsics quant a com tractar i ser tractats; 4) comunicar-se, confiar i dissenyar els compromisos a la mesura de cada relació; 5) lluitar per no caure en el heterosexisme i 6) creure que es pot.